# Цфат
Цфат (ивр. צפָת‎; араб. صفد‎ — Ṣafad, в русской традиции — Сафед) — город в Северном округе Израиля, один из четырёх священных городов для евреев наряду с Иерусалимом, Тверией и Хевроном.
Находится на высоте 900 м над уровнем моря, на вершине одной из гор Верхней Галилеи. Расстояние до Хайфы — 75 км, до Тель-Авива — примерно 160 км, до Иерусалима — около 200 км. С высоты, на которой находится город, открывается удивительно красивый вид, причём на юго-востоке можно наблюдать Тивериадское озеро, на западе — Средиземное море и на севере — покрытую снегами вершину Хермон.
После массового изгнания евреев из Испании в 1492 году и вынужденного выезда из Португалии во избежание обращения в христианство сюда переселилась целая плеяда известнейших раввинов-мистиков, бежавших от преследования инквизиции. Среди них были каббалисты Моше Кордоверо, написавший в Цфате книги, посвященные скрытым сторонам Торы; раби Иосиф Каро, создавший фундаментальный свод еврейских законов «Шулхан арух»; композитор шаббатного гимна «Леха доди» Шломо Галеви Алкабец. В конце 1569 или в начале 1570 года в Цфат прибыл Ицхак Лурия. Приток сефардских евреев на протяжении XV—XVI веков, достигший своего пика в период правления султанов Сулеймана I и Селима II, превратил Цфат в глобальный центр еврейского образования и региональный центр торговли. В XVI—XVII веках Цфат обрёл славу как центр каббалы, или еврейского мистицизма. До 1948 года большинство населения составляли арабы, впоследствии изгнанные еврейскими вооружёнными отрядами в результате Арабо-израильской войны (1947—1949).
Около Цфата находятся многочисленные могилы еврейских мудрецов прошлых времён. Одна из самых известных — могила Рашби, — раби Шимона бар Йохая и его сына. В годовщину его смерти — Лаг ба-Омер — в 33-й день после первого дня Песаха на его могилу со своими чаяниями приходят сотни тысяч людей. Другая могила — раби Ионатана бен Уззиэля — находится в месте под названием Амука.

## История города

### До османского периода
Согласно Книге Судей, область, в которой расположен Цфат, была отведена колену Неффалимову. Легенда гласит, что Цфат был основан сыном Ноя после Всемирного потопа.
Цфат отождествляют с Сефом (Сепфом), укреплённым еврейским городом в Верхней Галилее, который упоминается в трудах римско-еврейского историка Иосифа Флавия («Иудейская война», Кн. 2, 20:6).
В Иерусалимском Талмуде Цфат упомянут как одно из пяти возвышенных мест, на которых разжигались костры для оповещения о новолунии и праздниках во времена Второго Храма. Он входил в число городов-крепостей, где закрепились повстанцы-зелоты.

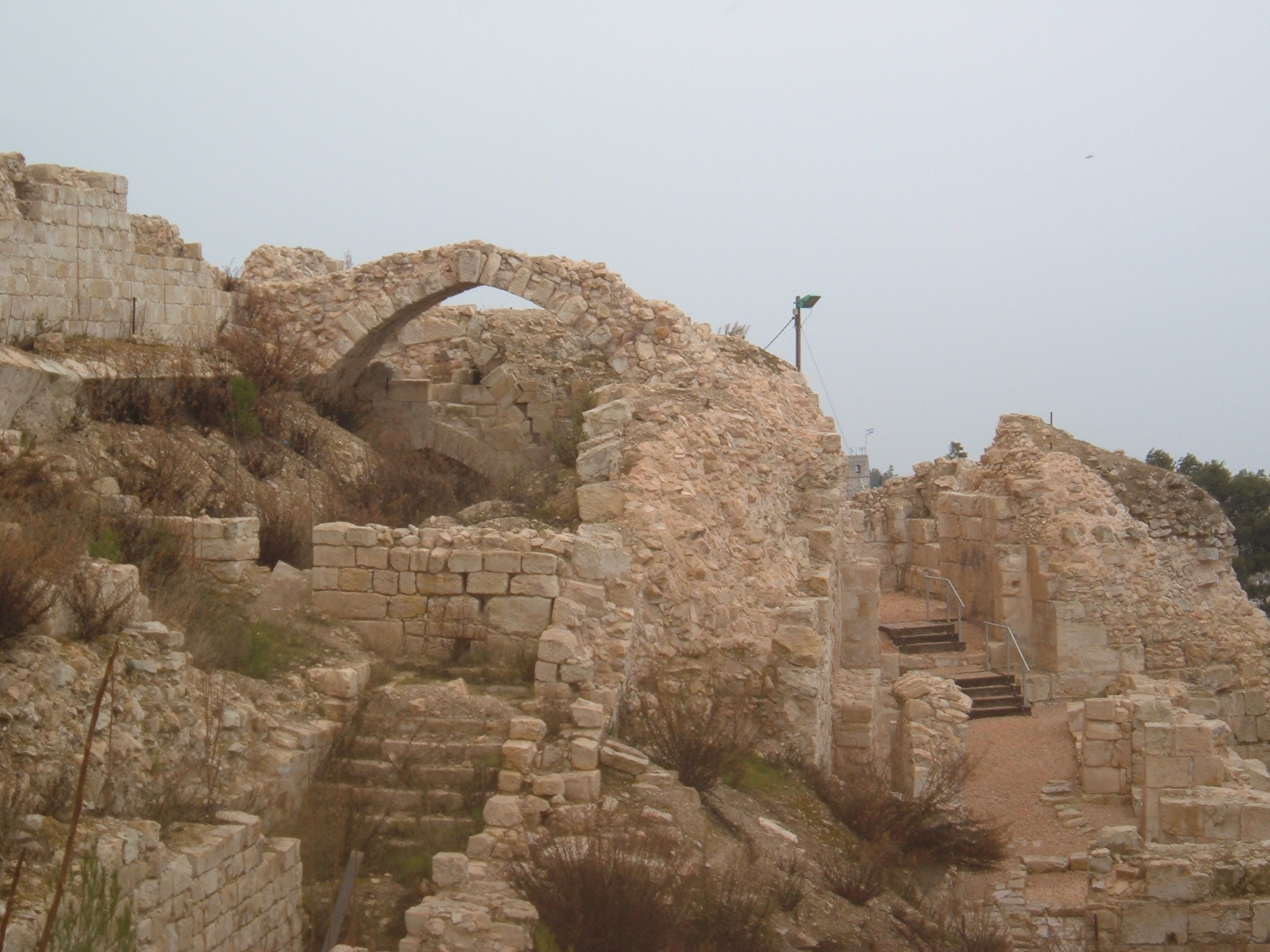
Руины крепости крестоносцев

Город фигурирует в еврейских источниках позднего средневековья. В XII веке Цфат был укреплённым городом в Иерусалимском королевстве крестоносцев, известным под названием Сафет. В 1102 году рыцари Ордена госпитальеров, стремясь поставить под свой контроль стратегическую высоту, построили здесь большую крепость с двойной стеной, высота которой доходила до 28 метров, причём на наружной стене имеется 7 башен. Вокруг этой крепости и стал развиваться город. Биньямин из Туделы, посетивший город в то время, не упоминает ни об одном еврее, который бы жил в нём. В 1240 году Теобальд Наваррский, во время своего крестового похода в Святую землю, вёл переговоры с мусульманскими Айюбидами Дамаска и Египта и заключил договор с первыми против последних, согласно которому Иерусалимское королевство вновь получало сам Иерусалим плюс Вифлеем, Назарет и большую часть области Галилея со множеством крепостей Тамплиеров — таких, как Сафет.
В 1260 году Бейбарс I объявил договор недействительным из-за франко-монгольских союзов, направленных против мусульман, и участия христиан в ближневосточном походе монголов и предпринял серию атак на крепости, расположенные в этом регионе, — в том числе на Сафет. В 1266 г. он истребил христианское тамплиерское население и превратил город в мусульманский, под названием Сафед или Сафат. Самуил бен Самсон, посетивший город в XIII в., упоминает о существовании там еврейской общины численностью как минимум пятьдесят человек. Согласно ад-Димашки (умершему в Сафеде в 1327 г.), который писал около 1300 года, Бейбарс, сравняв с землёй старую крепость, построил «круглую башню и назвал её Куллах… Башня построена в три этажа. Она обеспечена провизией, и залами, и военными складами. Под этим местом имеется цистерна для дождевой воды, которой хватает, чтобы снабжать гарнизон крепости от конца года и до конца года». Согласно Абу-ль-Фида, Сафед был «городом средних размеров. В нём имеется очень надёжно построенная крепость, которая доминирует над озером Табарийя. Имеются подземные водные русла, приносящие питьевую воду к крепостным воротам… Его пригороды охватывают три холма… С тех пор как Аль Малик Ад Дахир завоевал эту местность у франков, она превращена в центральную стоянку для войск, охраняющих все прибрежные города этой области».
В средние века был основан курдский квартал, существовавший вплоть до XIX века.

### Османский период
При османском правлении Цфат был столицей одноимённого санджака, охватывавшего большую часть Галилеи и простиравшегося до Средиземноморского побережья. Этот санджак был частью эялета Дамаска вплоть до 1660 г., когда он был объединён с санджаком Сидон в отдельный эялет, столицей которого Цфат в течение короткого периода времени являлся. Наконец, с середины XIX в. он был частью вилайета Сидона. Ортодоксальные суннитские суды выносили в Цфате решения по делам из 'Акбары, Эйн аль-Зейтун и столь удалённых мест, как Междель Ислим.
В переходный период от египетского к османо-турецкому правлению в 1517 г. местная еврейская община подвергалась жестоким нападениям, убийствам и грабежам, по мере того как отодвинутые в сторону местные шейхи предпринимали попытки восстановить свой контроль после лишения их власти прибывающими турками. Во время позднего мамлюкского периода, с 1525-1526 гг., население Цфата состояло из 633 мусульманских семей, 40 мусульман-холостяков, 26 религиозных мусульман, 9 мусульман-инвалидов, 232 еврейских семей и 60 солдатских семей. В 1553-1554 гг. население состояло из 1121 мусульманских домохозяйств, 222 холостых мусульман, 54 мусульманских религиозных лидеров, 716 еврейских домохозяйств, 56 холостых евреев и 9 инвалидов.
В 1577 г. Элиезером Ашкенази и его сыном Исааком из Праги в Цфате был установлен ивритский печатный станок. Это был первый печатный станок во всей Османской империи. В 1584 г. в городе было зарегистрировано 32 синагоги.

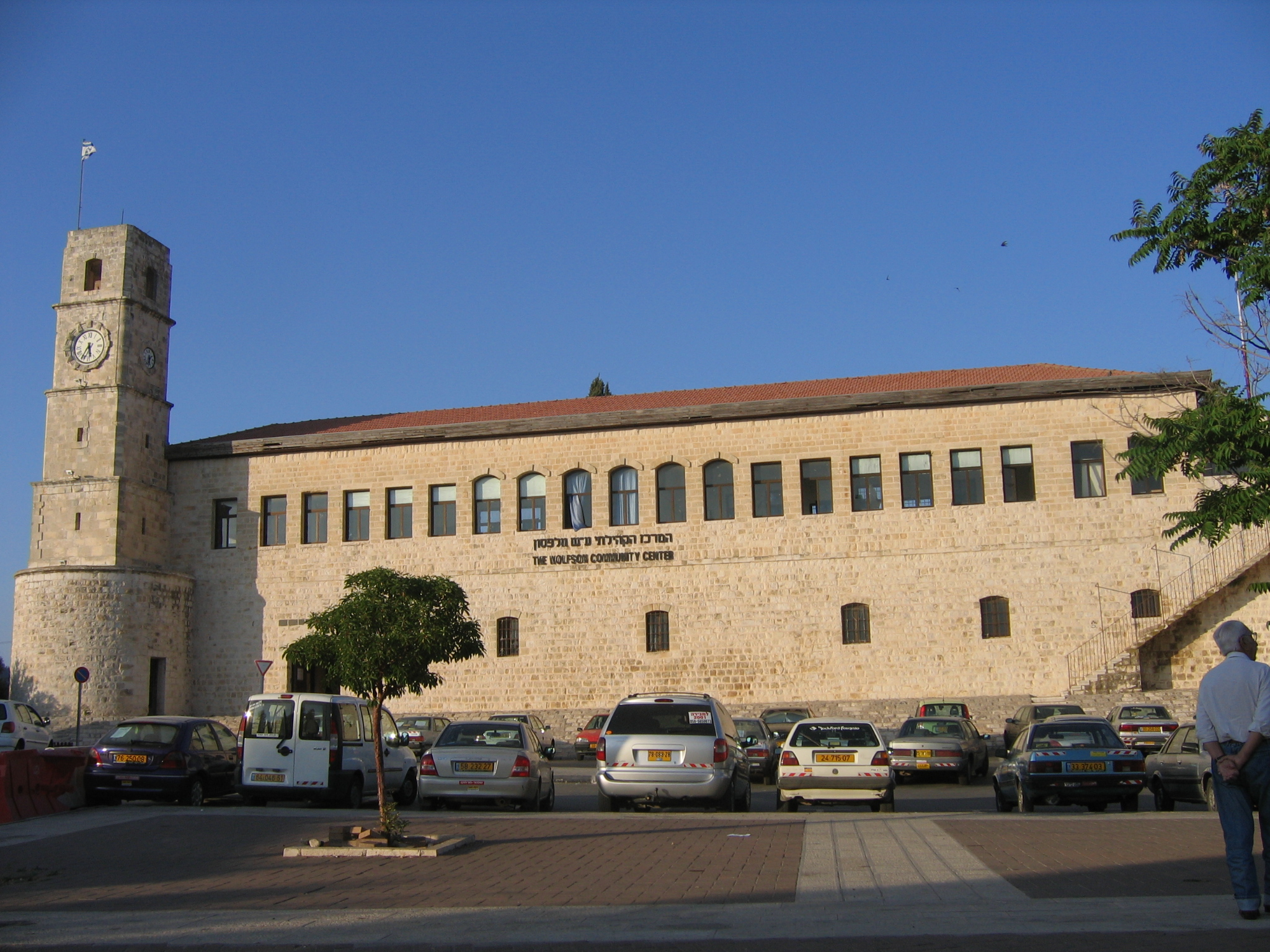
Серая: Османская крепость

Экономический спад, начавшийся после 1560 г., и декреты об изгнаниях к 1583 г. опустошили еврейскую общину. Местные арабы напали на оставшихся, а две эпидемии в 1589 и 1594 гг. нанесли ещё больший урон еврейскому присутствию.
На протяжении XVII в. еврейские поселения Галилеи претерпели экономический и демографический спад, и Цфат не стал исключением. Около 1625 г. Кварезми говорил о том, что город населен «в основном евреями, у которых были свои синагоги и школы, и для чьего жизнеобеспечения евреями других частей мира вносились пожертвования.» В 1628 г. город попал под власть друзов, а пятью годами позже был вновь взят османами. В 1660 г. во время смуты, последовавшей за смертью Мулхима Ма’ана, друзы разрушили Цфат и Тверию, и лишь несколько из бывших жителей-евреев вернулись в Цфат к 1662 г. Поскольку близлежащая Тверия оставалась заброшенной в течение нескольких десятилетий, Цфат обрёл ключевую позицию среди еврейских сообществ Галилеи. Говорят, что в 1665 г. в городе появилось движение Шабтая Цви.
В 1742 г. вспышка чумы выкосила население, а ближневосточное землетрясение 1759 г. оставило город в руинах, уничтожив 200 из его жителей. Приток русских евреев в 1776 и 1781 гг. и литовских евреев из перушим в 1809 и 1810 гг. вновь вдохнули жизнь в сообщество.
В 1812 г. ещё одна эпидемия чумы уничтожила 80 % еврейского населения, а в 1819 г. оставшиеся еврейские жители были захвачены губернатором Акры Абдуллой Пашой ради выкупа. В течение периода египетского господства город пережил резкий спад, причём, еврейскому сообществу был нанесён особенно сильный удар. Во время великого цфатского погрома 1834 г. большая часть еврейского квартала была разрушена взбунтовавшимися арабами, которые грабили город на протяжении многих недель.
В 1837 г. в Цфате было около 4000 евреев. Галилейское землетрясение 1837 г. было особенно катастрофичным для еврейского населения, поскольку еврейский квартал был расположен на склоне холма. Погибло около половины всей его численности. 1507 из 2158 погибших жителей были оттоманскими подданными. Южный, мусульманский сектор города подвергся гораздо меньшему разрушению.
В 1838 г. друзские повстанцы грабили город на протяжении трёх дней, убив многих из евреев.
В 1840 г. оттоманское правление было восстановлено. В 1847 г. на Цфат снова обрушилась чума. Во второй половине XIX в. еврейское население возросло благодаря иммиграции из Персии, Марокко и Алжира. Моше Монтефиоре семь раз посетил Цфат и финансировал восстановление большой части города. Однако почти все памятники древности Цфата были разрушены землетрясениями.
Большой политической силой в Цфате являлась семья Каддура. В конце оттоманского правления эта семья владела 50 000 дунамами. Эта собственность включала в себя восемь деревень вокруг Цфата.

### Британский мандат
Цфат был центром субрегиона Сафад.

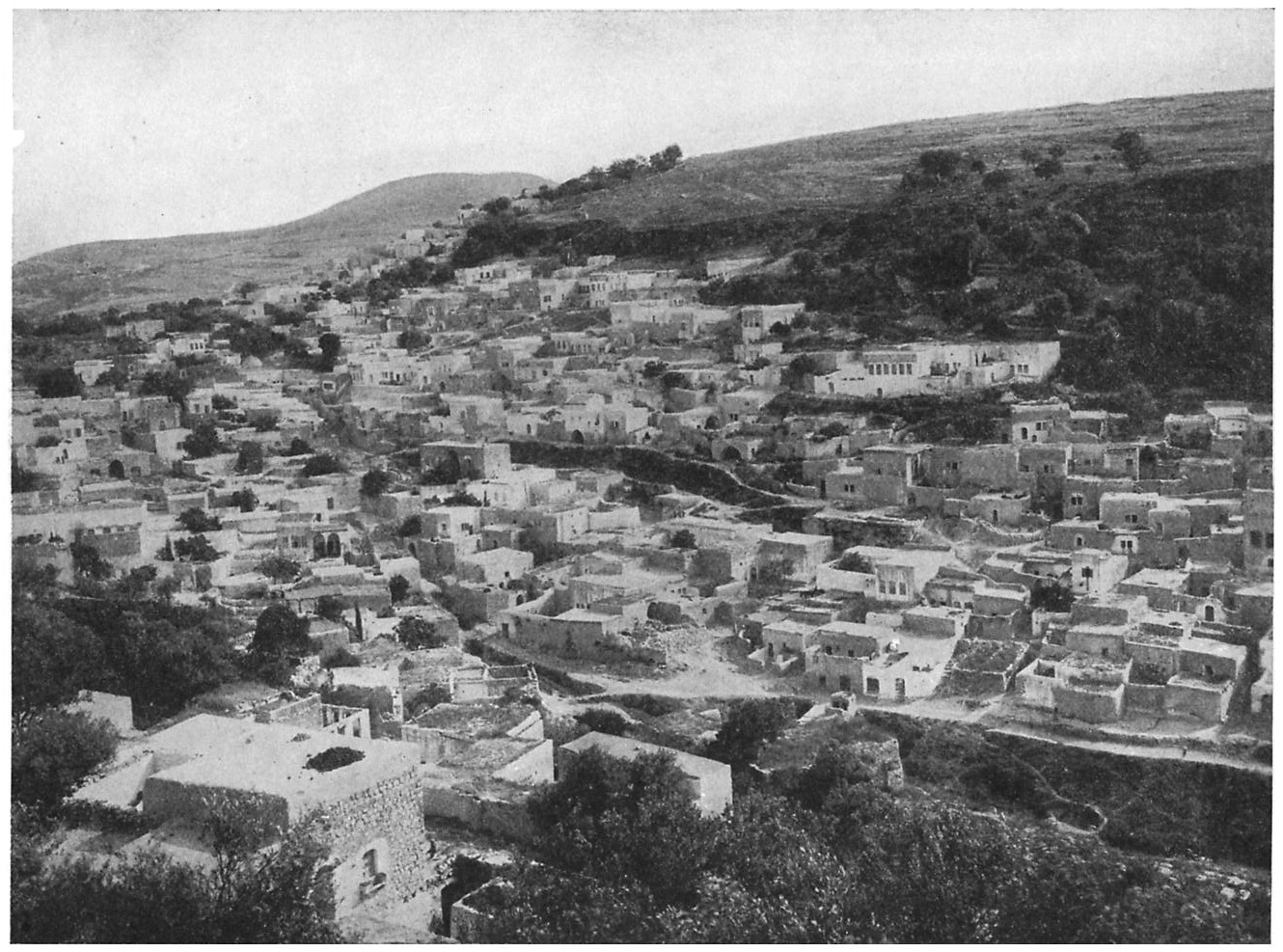
Мусульманский квартал Цфата около 1908 г.

В период британского мандата в Палестине Цфат оставался смешанным городом, и этническая напряжённость между евреями и арабами в течение 1920-х гг. росла. Когда разразились палестинские бунты 1929 г., Цфат и Хеврон стали крупными точками столкновений. Во время погрома 29 августа 1929 года местными арабами были убиты от 18 до 21 еврея, в том числе женщины и дети, до 80 — были ранены. 200 домов на главной еврейской улице в городе были разграблены и подожжены.
Во время арабского восстания в 1936—1939 гг. Хагана и силы самообороны, созданные еврейскими жителями города, сумели защитить около 2000 евреев Цфата, но не всех. 13 августа 1936 года арабы сумели проникнуть в дом на улице Унгер в старом еврейском квартале, где вся семья собралась за ужином, и учинить там резню. Они убили 36-летнего Алтера, переписчика Торы, и его детей: 9-летнюю Яффу, 7-летнюю Хаву и 6-летнего Авраама.
В своей книге «История Цфата» Натан Шор приводит воспоминания свидетелей, которые собрались на месте преступления:
- «На полу лежал человек. Половина его головы отсутствовала, видна была только борода, часть носа и правый глаз… Тело лежало в луже крови… В соседней комнате среди блюд и посуды лежали три окровавленных детских трупа. Глаза двоих были ещё открыты. Пожилая женщина, их бабушка, в отчаянии металась из комнаты в комнату… Раненная мать в полусознательном состоянии переходила от одного ребёнка к другому. Она не кричала и не плакала, а только повторяла на идише: „Почему они, а не я?“ Одна её рука была в крови, а оторванный палец болтался на клочке кожи».

Согласно Плану Организации Объединённых Наций по разделу Палестины Цфат был включён в ту часть Палестины, которая отводилась предложенному планом еврейскому государству.
К началу арабо-израильской войны 1947-49 гг. город был местом жительства около 1 700 евреев, главным образом религиозных и престарелых, а также примерно 12 000 арабов. В феврале 1948 г. арабы-мусульмане атаковали еврейский автобус, пытавшийся добраться до Цфата, а еврейский квартал города подвергся осаде мусульманами. Находившиеся там британские войска не вмешались. Согласно Мартину Гильберту, запасы продовольствия стали заканчиваться. «Даже воды и муки отчаянно не хватало. Каждый день атаковавшие арабы продвигались ближе к сердцу еврейского квартала, систематически взрывая еврейские дома по мере своего наступления на центральную часть.»
16 апреля — в тот же день, когда британские войска эвакуировались из Цфата — 200 местных арабских милиционеров, при поддержке более 200 солдат арабской освободительной армии, попытались захватить еврейский квартал города. Они были отбиты еврейским гарнизоном, состоявшим из около 200 бойцов Хаганы, — мужчин и женщин, — усиленных взводом Пальмаха.
Арабская освободительная армия планировала захват всего города 10 мая, а в преддверии этого события разместила артиллерийские орудия на холме, прилегающем к еврейскому кварталу, и приступила к его обстрелу. 6 мая произошла наземная атака Пальмаха на арабскую часть Цфата, являвшаяся частью операции Йифтах. Первым этапом плана Пальмаха по захвату Цфата было обеспечение коридора через горы посредством занятия арабской деревни Бирья. Третьему батальону не удалось захватить главную цель — «цитадель», однако он в достаточной мере «напугал» арабское население, чтобы побудить к дальнейшему бегству, равно как к экстренным призывам о внешней помощи и попытке добиться перемирия.
Генеральный секретарь Арабской Лиги Абдул Рахман Хассан Аззам утверждал, что целью Плана Далет было изгнание жителей арабских деревень вдоль сирийской и ливанской границ — в особенности из мест, расположенных на дорогах, по которым в страну могли войти арабские регулярные войска. Он отметил, что Акко и Цфат находились в особой опасности Однако призывы о помощи были проигнорированы, и британцы — у которых теперь оставалось меньше недели до окончания мандата на Палестину — также не вмешались, дабы воспрепятствовать второй, и последней, атаке Хаганы, начавшейся вечером 9 мая с миномётного огня по ключевым точкам в Цфате. Вслед за огневой подготовкой пехота Пальмаха в ожесточённом бою захватила цитадель, Бейт Шалва и полицейский форт (тегарт) — три доминирующих здания Цфата. На протяжении 10 мая миномёты Хаганы продолжали бомбардировать арабские районы, что привело к пожарам в обозначенной зоне и на полевых складах горючего, которые в результате взорвались. «Пальмах 'намеренно оставил открытыми пути выхода для населения, чтобы „стимулировать“ его исход…'» Согласно Гилберту, "Арабы Цфата начали уходить, включая командующего арабскими силами Адиба Шишакли (позже премьер-министр Сирии). После изоляции полицейского форта на горе Канаан его защитники отступили без боя. Падение Цфата явилось ударом по моральному духу арабов по всему региону… При том что вторжение регулярных арабских армий в Палестину считалось неизбежным (как только через 11-12 дней британцы, наконец, уйдут) — многие арабы полагали, что благоразумие требует от них покинуть эти места до тех пор, пока евреи не будут побеждены и они не смогут вернуться в свои дома.
Около 12 000 (по некоторым оценкам, 15 000) бежали из Цфата и стали «тяжким бременем для арабской военной кампании». Среди них была семья родившегося в Цфате Президента Палестинской национальной администрации Махмуда Аббаса (Абу Мазена). Позже Абу Мазен вспоминал:
- «…мы покинули город ночью и пешком направились к реке Иордан… а со временем поселились в Дамаске […] У людей было желание бежать… они боялись возмездия со стороны сионистских террористических группировок, особенно тех, которые действовали в самом Цфате. Те из нас, кто жил в Цфате, в особенности боялись, что евреи затаили старую жажду мести за то, что произошло во время восстания 1929 года. Это было в памяти наших семей и родителей … Люди понимали, что баланс сил изменился, и поэтому весь город был покинут на основании этого рационального выбора — ради спасения наших жизней и имущества».

В 2012 г. Аббас публично заявил: «Ранее я однажды посещал Цфат. Я хочу видеть Цфат. Это моё право — видеть его, но не жить там.»
К 11 мая 1948 г. город был полностью под контролем еврейских военизированных формирований. Остававшаяся часть арабского населения города была выселена.

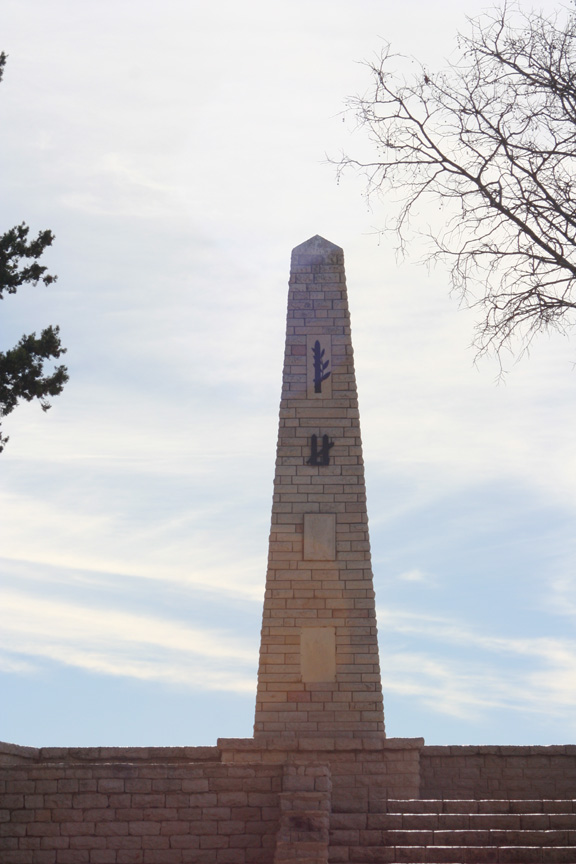
Памятник солдатам, сражавшимся в Войне за независимость Израиля

### Государство Израиль
В 1974 г. 102 израильских школьника-еврея из Цфата, во время школьной экскурсии, были взяты в заложники группой палестинских боевиков Демократического фронта освобождения Палестины. Дети спали в школе в Ма’алоте. В инциденте, ставшем известным под названием ма’алотская резня, 22 из этих школьников оказались в числе убитых захватчиками.
В течение 1990-х и начала 2000-х гг. город принял тысячи еврейских иммигрантов из России и Эфиопии (Бета Исраэль).
В июле 2006 г. ракеты, запущенные Хезболлой из Южного Ливана, поразили Цфат, что привело к гибели одного человека и ранению нескольких. Многие жители эвакуировались из города. 22 июля четыре человека были ранены во время ракетной атаки.

## Современность

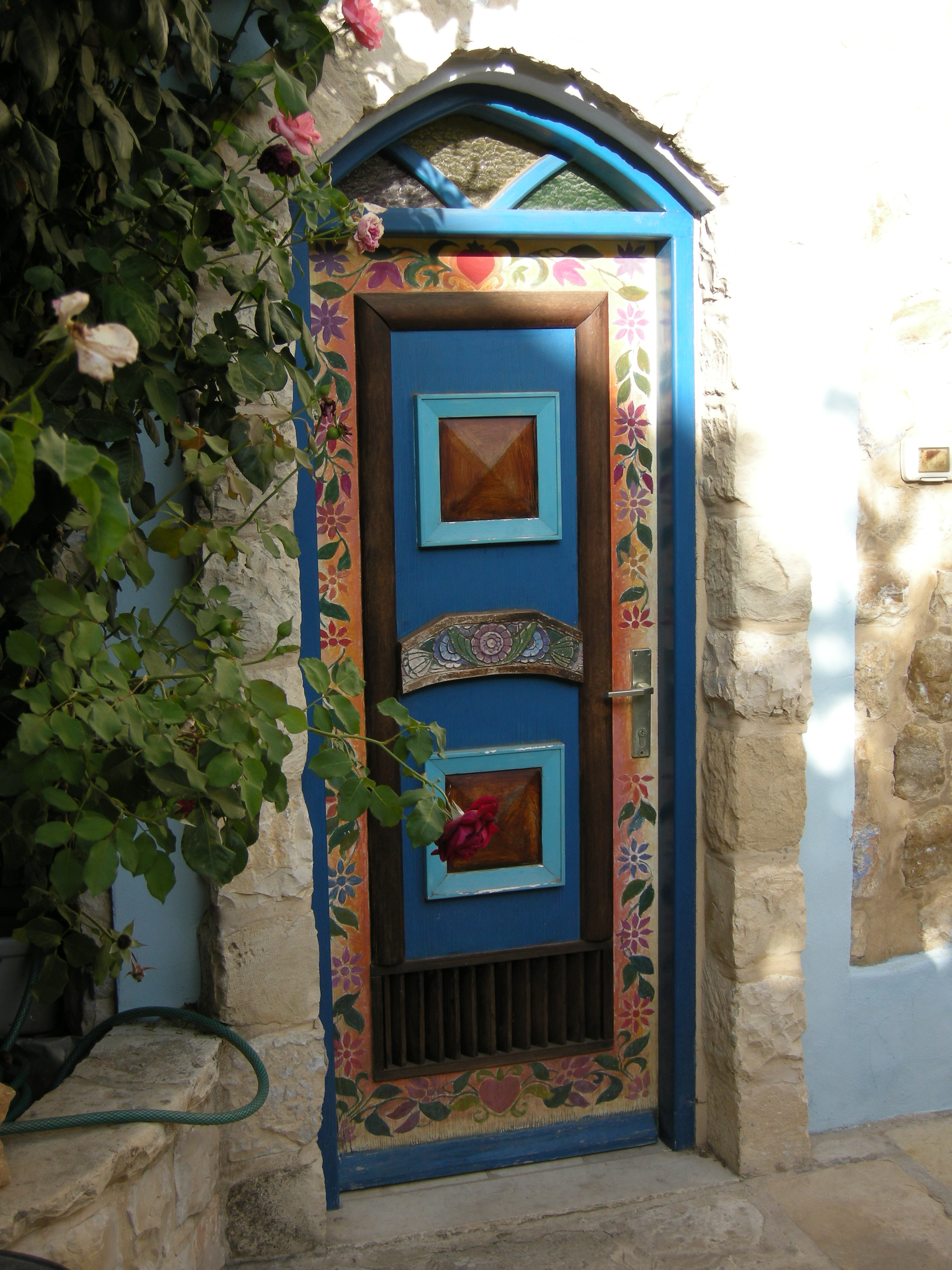
Дверь в Цфате

Сейчас Цфат — в основном еврейский город со смешанными религиозными и светскими микрорайонами; в нём проживает небольшое количество русских христиан и маронитов. Город сохранил свой уникальный статус центра еврейского обучения; сегодня в Цфате находятся многочисленные действующие синагоги и ешивы. Цфат знаменит колонией художников, галереями и мастерскими, в которых выставлены работы местных мастеров. На территории колонии художников находятся известные в еврейском мире синагоги, свидетельствующие о расцвете еврейской культуры в городе полтысячелетия назад, когда Цфат был одним из мировых центров каббалы.
В городе дефицит рабочих мест, на юге города находится промзона, представленная заводом «B&B» и фабрикой «Штраус», а также малочисленными частными мастерскими.
Крупнейший работодатель в округе — медицинский центр «Зив».
Сыроварни в окрестностях Цфата славятся полутвёрдым цфатским сыром.
В Цфате проходит ежегодный всемирный Цфатский фестиваль клейзмерской музыки, крупнейший в мире в этом музыкальном жанре.
В Цфате находится командование (штаб) Северного военного округа Армии обороны Израиля.

## Население
По данным Центрального статистического бюро Израиля, население на начало 2020 года составляло 36 094 человека.
График роста населения Цфата:

Естественный прирост населения — 4,2 %.
48,2 % учеников получают аттестат зрелости (2018-2019).
Среднемесячная заработная плата сотрудника в течение 2019 года составила 5842 шекеля (в среднем по стране: 9745 шекелей).

## Галерея

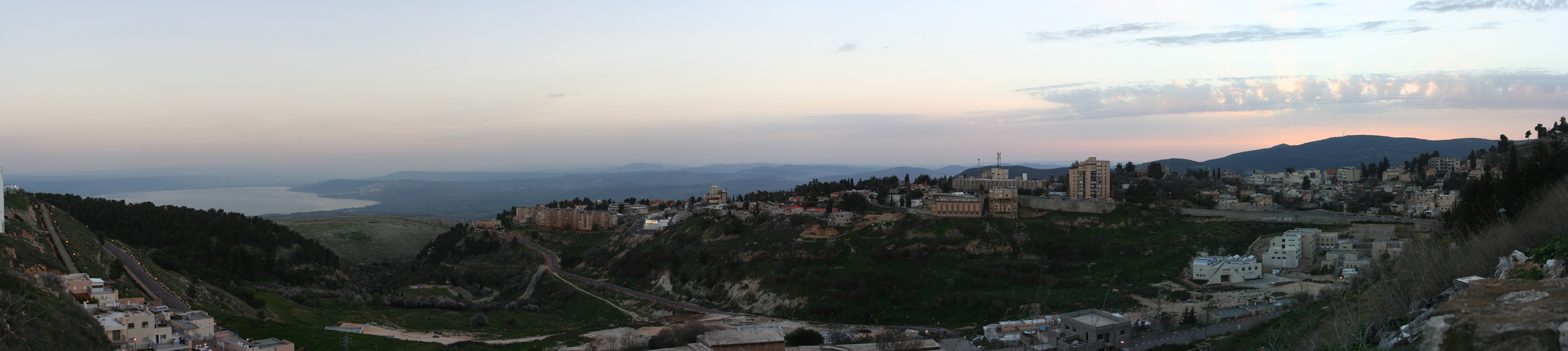
Вид на восток и Тивериадское озеро

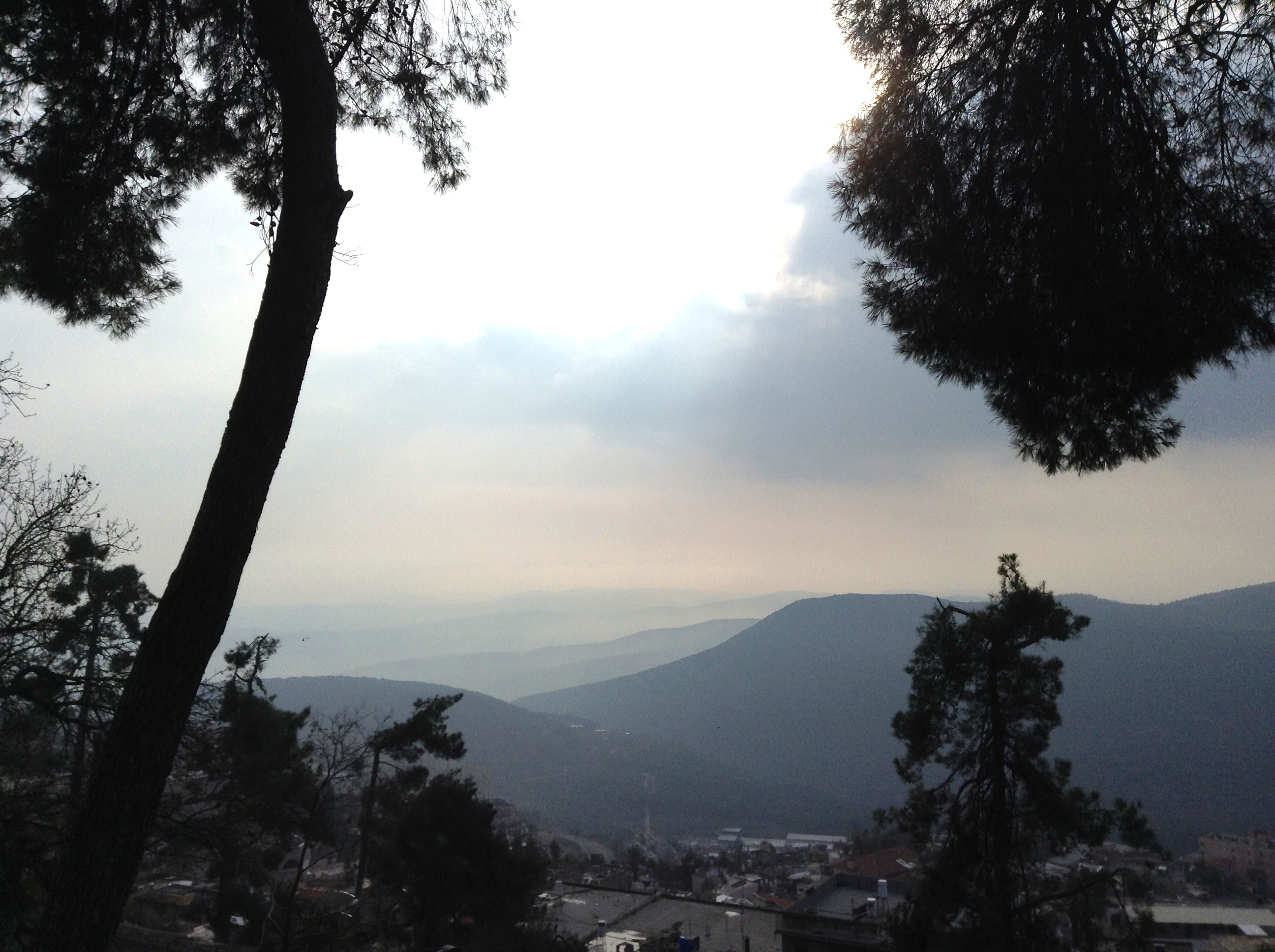
Вид современного Цфата
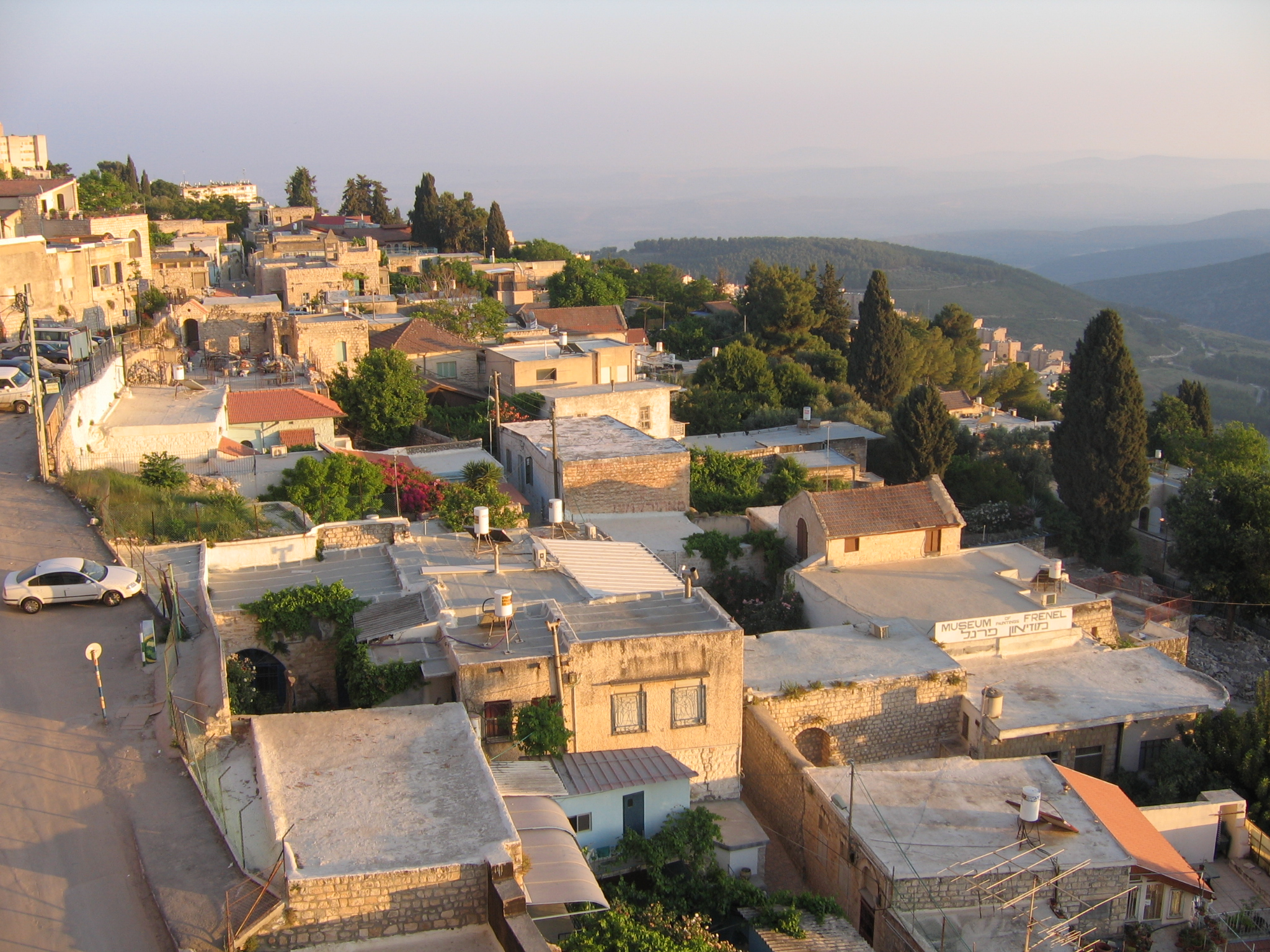
Вид Старого города Цфата
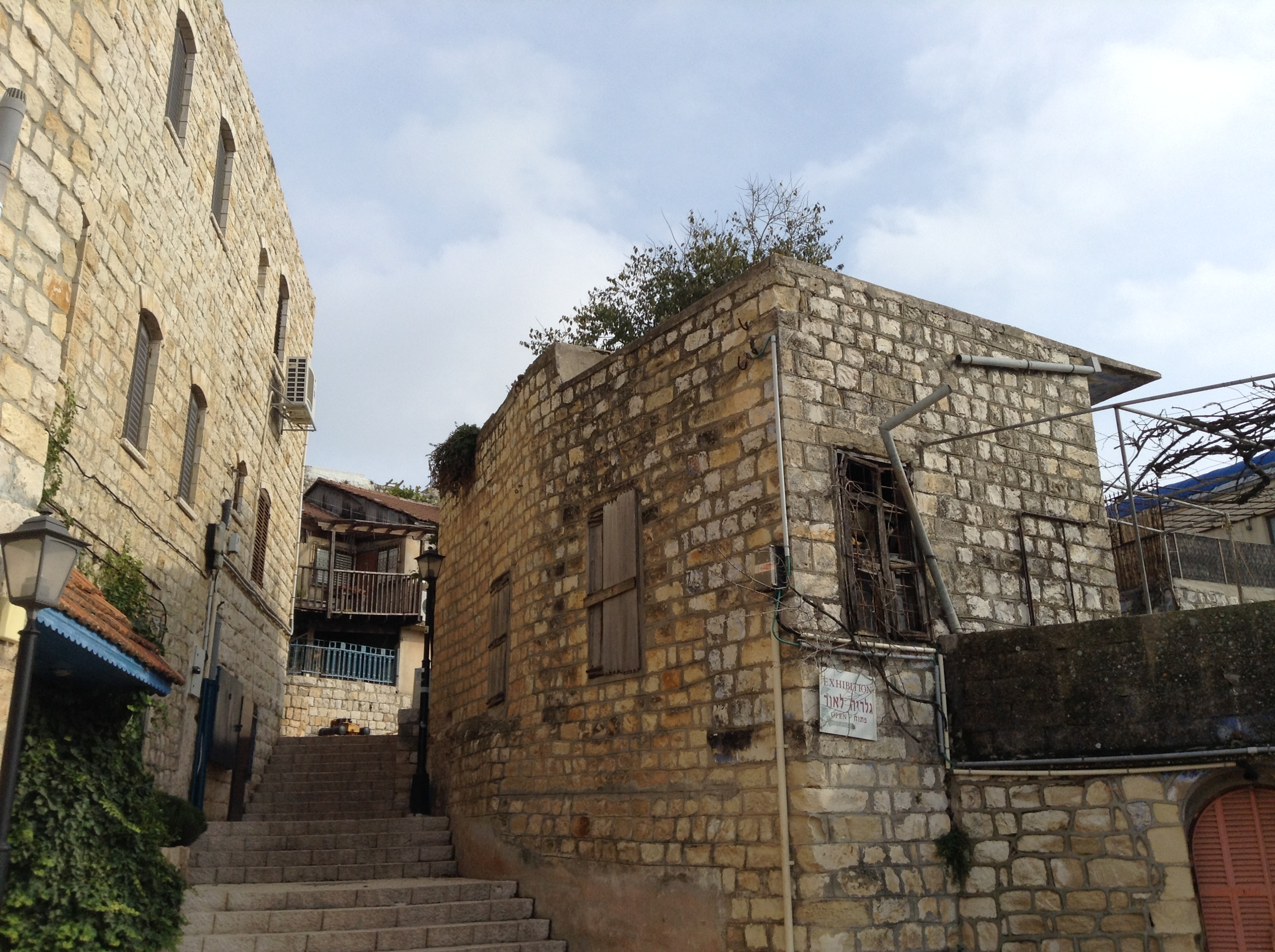
Дома в Старом городе
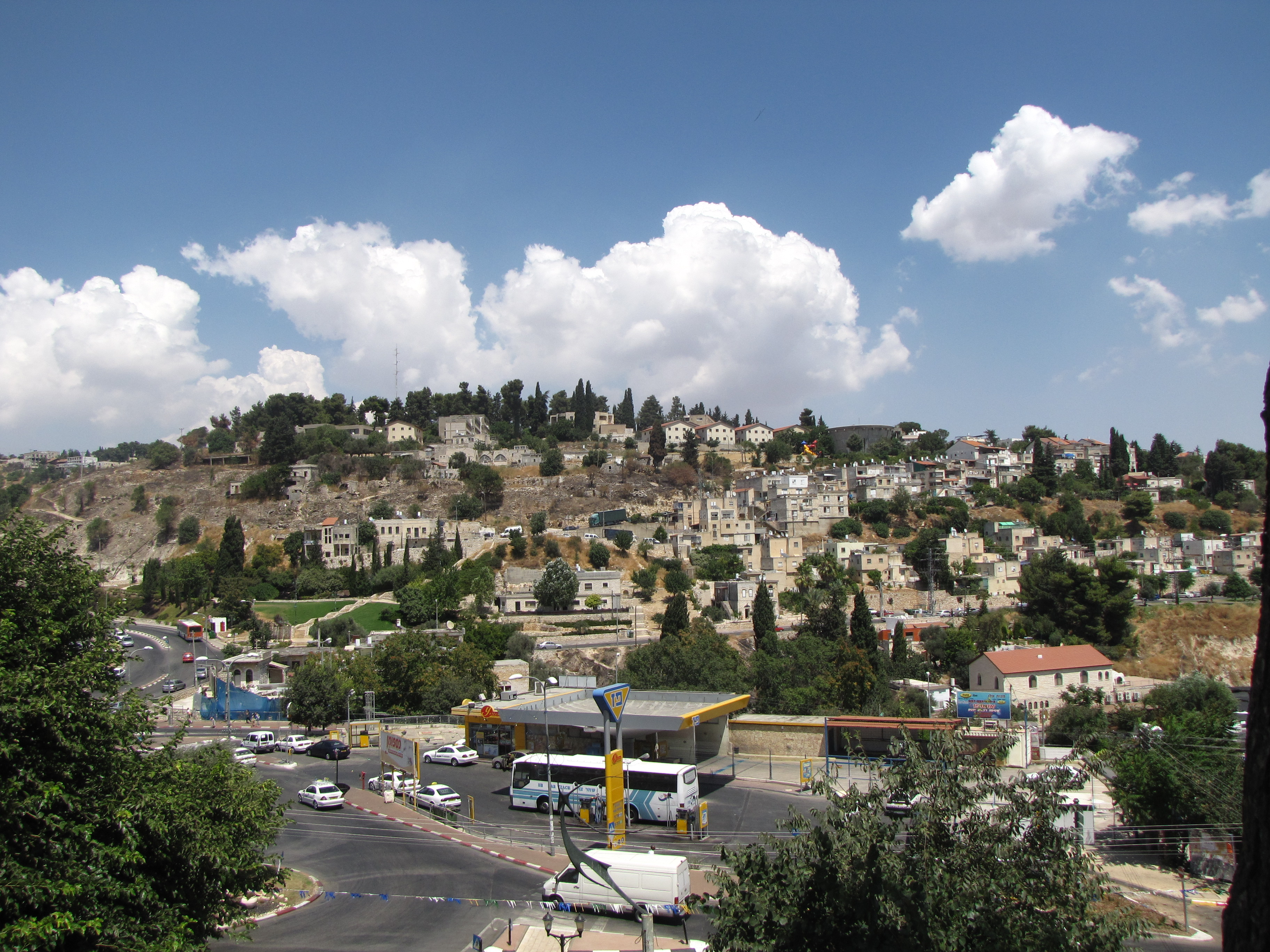
Район Кнаан развязка возле центральной автостанции
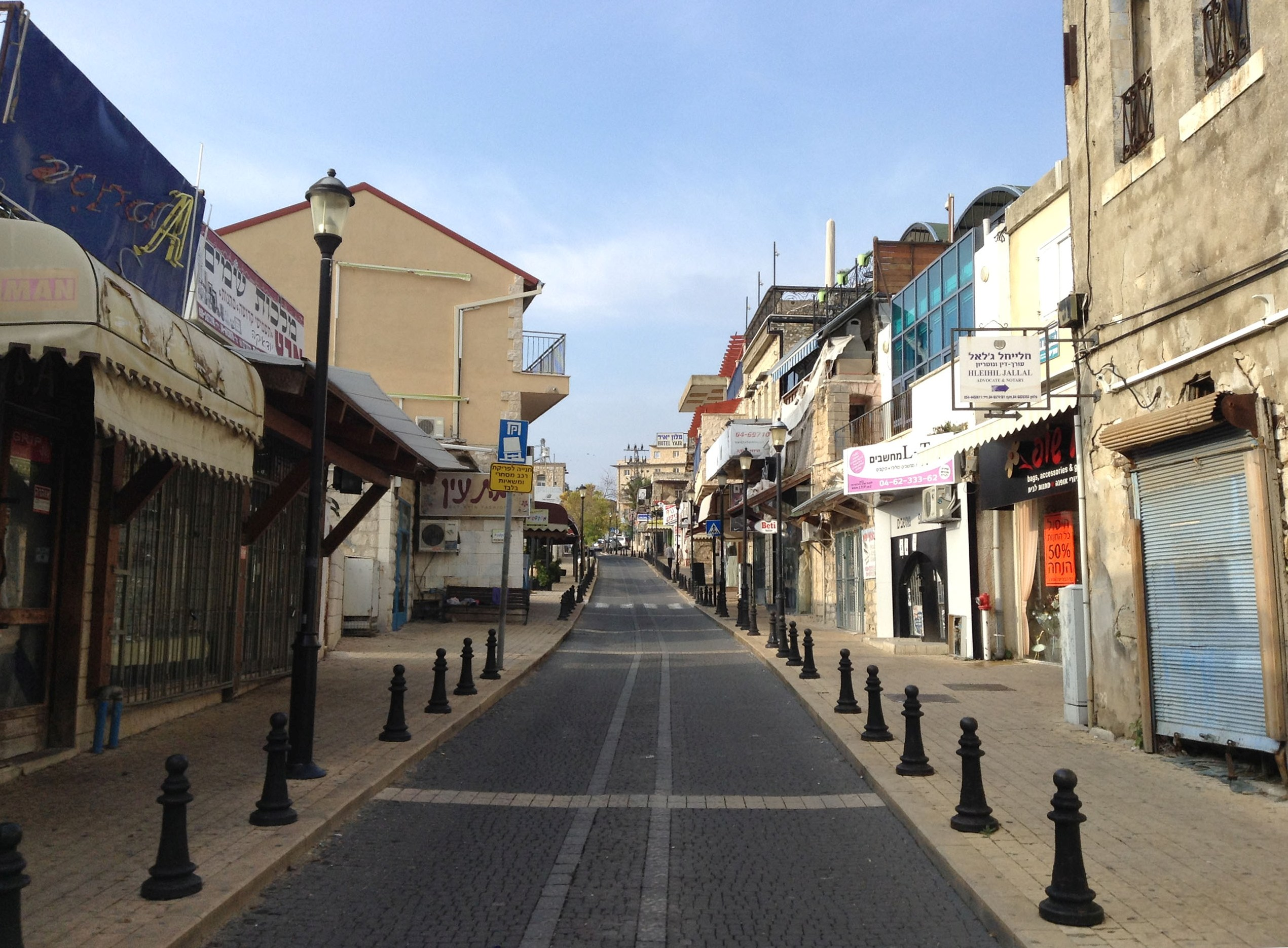
Улица Иерусалимская
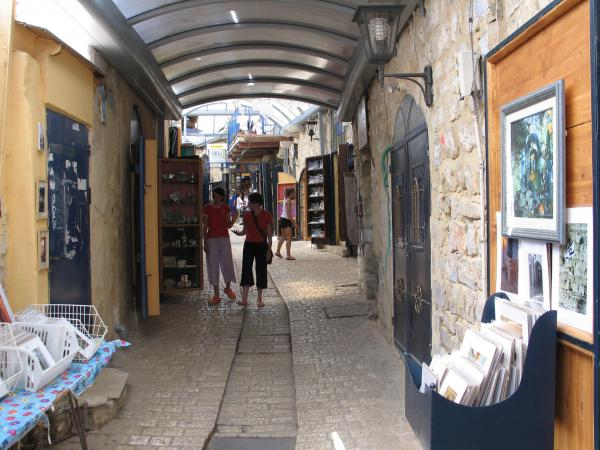
Улочка в центре старого Цфата
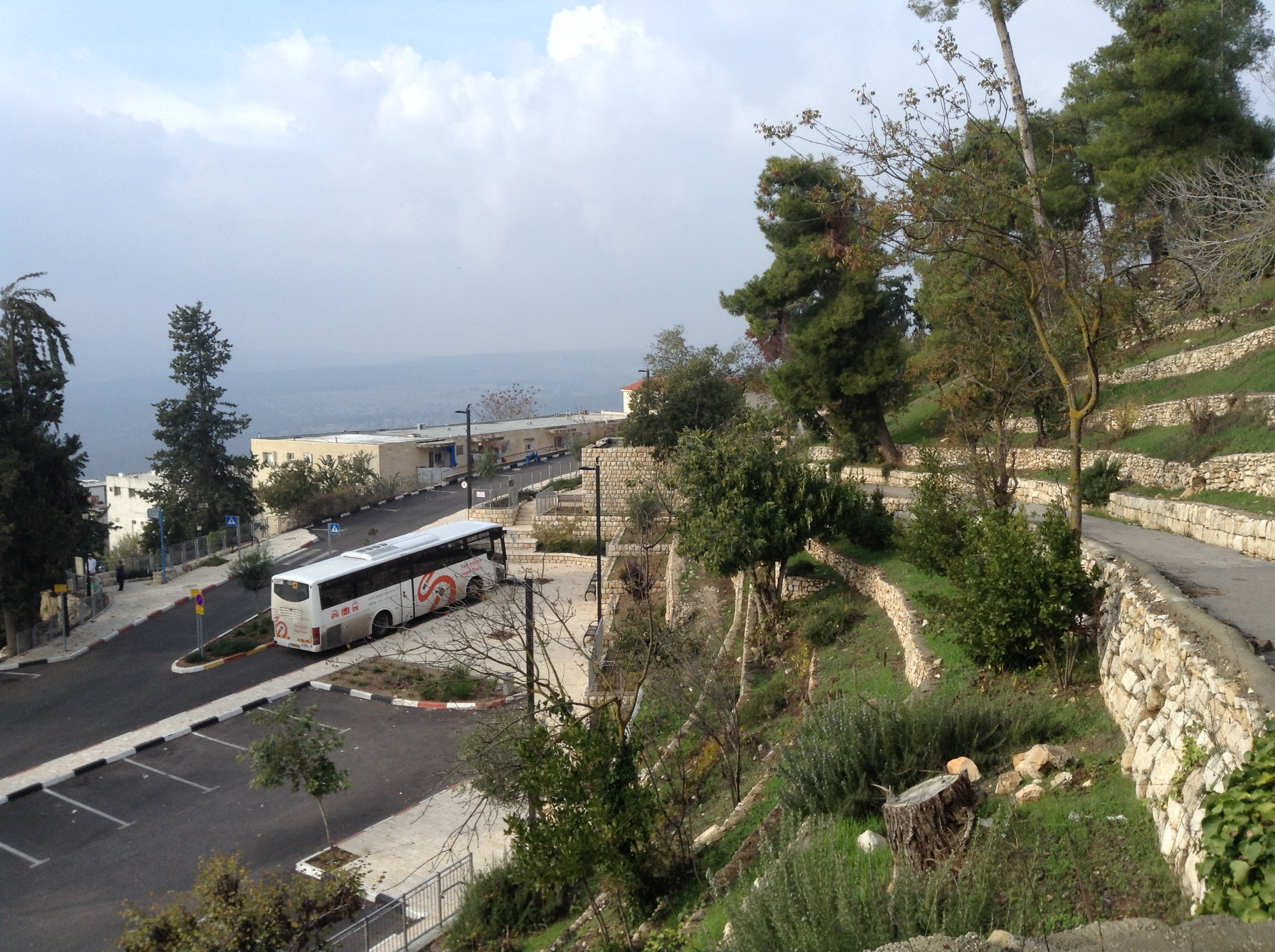
Автостоянка около парка и крепости
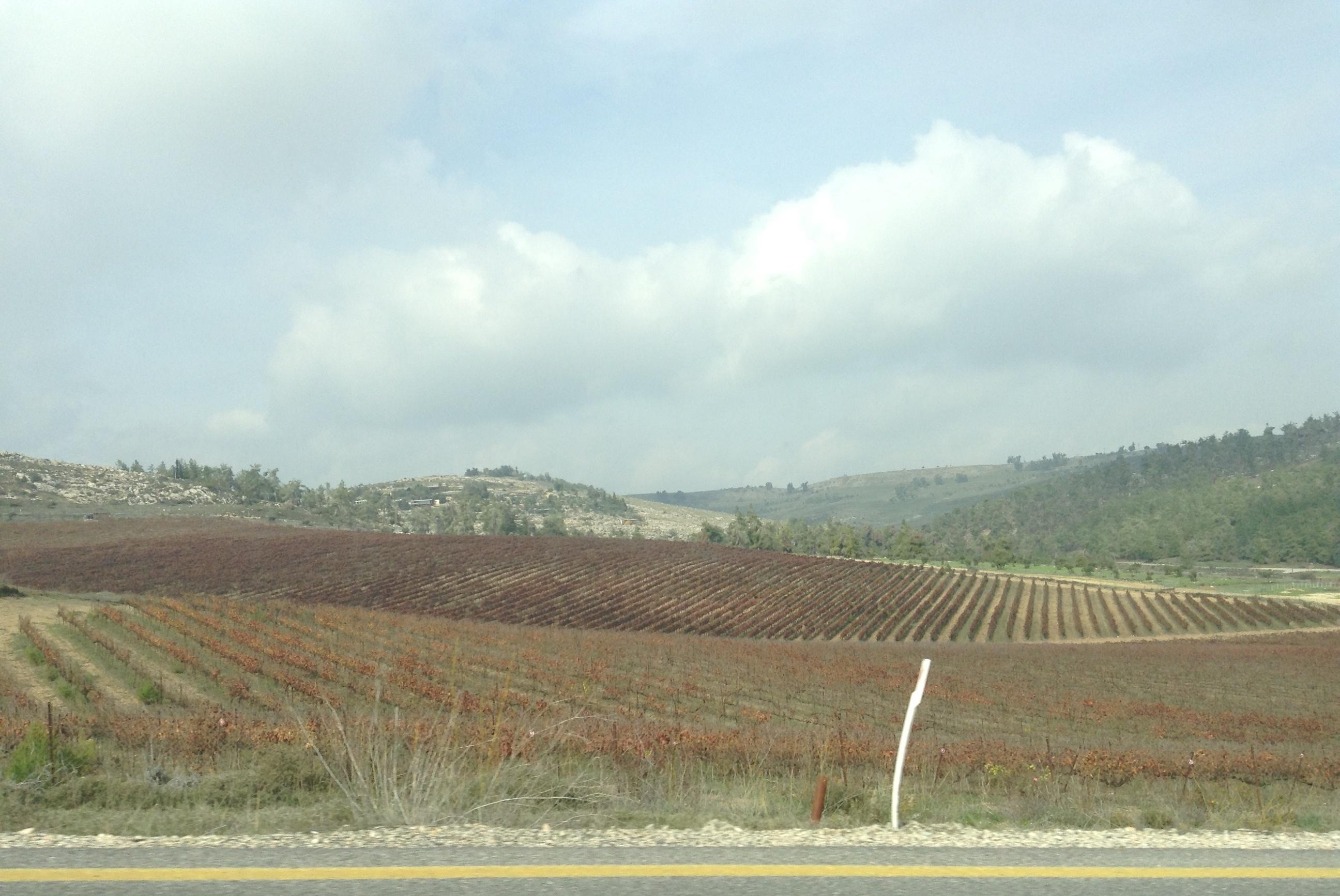
Поля на подъезде к Цфату